# Phoradendron microstachyum
Phoradendron microstachyum är en sandelträdsväxtart som beskrevs av Kuijt. Phoradendron microstachyum ingår i släktet Phoradendron och familjen sandelträdsväxter. Inga underarter finns listade i Catalogue of Life.